# 埃齐奥·甘巴
埃齐奥·甘巴（義大利語：Ezio Gamba，1958年12月2日—），意大利男子柔道运动员。他曾代表意大利参加1976年、1980年、1984年和1988年夏季奥林匹克运动会柔道比赛，共获得一枚金牌和一枚银牌。